# آداکو اوکوروآفر
آداکو اوکوروآفر (انگلیسی: Adaku Okoroafor؛ زادهٔ ۱۸ نوامبر ۱۹۷۴) بازیکن فوتبال اهل نیجریه است.
وی همچنین در تیم ملی فوتبال زنان نیجریه بازی کرده‌است.